# シタレキ・ティマニ
シタレキ・ティマニ（Sitaleki Timani、1986年9月19日 - ）は、プロD2CAブリーヴに所属するラグビー選手。

## プロフィール
- トンガ・コロンガ出身[1]。
- ポジションはロック(LO)、フランカー(FL)。
- 身長 203cm、体重 118kg
- 兄のシオネ・弟のロペティもラグビー選手[2]。
- オーストラリア代表キャップは18（2021年6月現在）。
- バーバリアンズに選ばれたことがある。

## 略歴
パース・スピリット、フォース、ブランビーズ、ワラターズ、モンペリエ、ASMクレルモンを経て、2021年、フォースに復帰。
2022年、RCトゥーロンに加入。 
2024年、CAブリーヴに加入。